# قائمة الأغاني لدى كوربن بلو

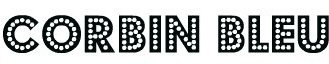
شعار كوربن بلو

قائمة كاملة من الأغاني البوب / الراب الأمريكية، لدى كوربن بلو .

## أغاني الألبوم
كل الأغاني التي تظهر على ألبومات استوديو صادر عن كوربن بلو .
؛ أ
| الأغنية       | الألبوم    | السنة |
| ------------- | ---------- | ----- |
| "صرخة الملاك" | سرعة الضوء | 2009  |

؛ ج
| الأغنية      | الألبوم                      | السنة |
| ------------ | ---------------------------- | ----- |
| "الاوساط"    | ألبوم فلايت توينتي ناين داون | 2006  |
| "احتفال أنت" | سرعة الضوء                   | 2009  |
| "بطل"        | سرعة الضوء                   | 2009  |
| "إغلاق"      | سرعة الضوء                   | 2009  |

؛ د
| الأغنية        | الألبوم  | السنة |
| -------------- | -------- | ----- |
| "التعامل معها" | جانب آخر | 2007  |

؛ ف
| الأغنية            | الألبوم    | السنة |
| ------------------ | ---------- | ----- |
| "الخوف من الطيران" | سرعة الضوء | 2009  |

؛ ه
| الأغنية         | الألبوم  | السنة |
| --------------- | -------- | ----- |
| "العمل المنزلي" | جانب آخر | 2007  |

؛ آي
| الأغنية                  | الألبوم  | السنة |
| ------------------------ | -------- | ----- |
| "يمكنني الحصول على وحيد" | جانب آخر | 2007  |

؛ م
| الأغنية             | الألبوم    | السنة |
| ------------------- | ---------- | ----- |
| "مارشين"            | جانب آخر   | 2007  |
| "اختلطت"            | جانب آخر   | 2007  |
| "لحظات هذه المسألة" | سرعة الضوء | 2009  |
| "بلادي كل شيء"      | سرعة الضوء | 2009  |

؛ ن
| الأغنية                | الألبوم  | السنة |
| ---------------------- | -------- | ----- |
| "لم يلتق قط فتاة مثلك" | جانب آخر | 2007  |

؛ ف
| الأغنية              | الألبوم                      | السنة |
| -------------------- | ---------------------------- | ----- |
| "عاجزة"              | سرعة الضوء                   | 2009  |
| "دفع به إلى أقصى حد" | جانب آخر/ألبوم فيلم قفزة في! | 2007  |

؛ آر
| الأغنية      | الألبوم    | السنة |
| ------------ | ---------- | ----- |
| "في الروك 2" | سرعة الضوء | 2009  |
| "رول معكم"   | جانب آخر   | 2007  |

؛ ق
| الأغنية                    | الألبوم    | السنة |
| -------------------------- | ---------- | ----- |
| "قد قالت إنها ستكون"       | جانب آخر   | 2007  |
| "سرعة الضوء"               | سرعة الضوء | 2009  |
| "لا يزال قائما بالنسبة لي" | جانب آخر   | 2007  |
| "إيقاف"                    | جانب آخر   | 2007  |

؛ ث
| الأغنية              | الألبوم    | السنة |
| -------------------- | ---------- | ----- |
| "نأتي إلى حزب"       | جانب آخر   | 2007  |
| "بكل ما يلزم"        | سرعة الضوء | 2009  |
| "على استعداد للذهاب" | سرعة الضوء | 2009  |

## مكافأة المسارات
كل الأغاني التي تم إصدارها والمسارات مكافأة على ألبوم صدر عن كوربن بلو .
| الأغنية         | الألبوم    | السنة |
| --------------- | ---------- | ----- |
| "بودي شوك"      | سرعة الضوء | 2009  |
| "وإذا قالت نعم" | جانب آخر   | 2007  |
| "التخلص منه"    | جانب آخر   | 2007  |

## نشرات الموسيقى
كل الأغاني لدى كوربن بلو سجلت لفيلم على النشرات الصوت .
| السنة | الأغنية                                                         | الألبوم                         |
| ----- | --------------------------------------------------------------- | ------------------------------- |
| 2006  | "الدوائر"                                                       | ألبوم فلايت توينتي ناين داون    |
| 2006  | "وقال نحن جميعا في هذا معا" (مع ممثلين هاي سكول ميوزيكال)       | هاي سكول ميوزيكال               |
| 2007  | "عيد الميلاد هذا"                                               | قناة ديزني عطلة                 |
| 2007  | "عالمين"                                                        | ديزني مانيا 5                   |
| 2007  | "سنصبح رئيساْ في اللعبة"                                         | بيتي القبيحة                    |
| 2007  | "الكل في واحد" (مع ممثلين هاي سكول ميوزيكال 2)                  | هاي سكول ميوزيكال 2             |
| 2007  | "كل يوم" (مع ممثلين هاي سكول ميوزيكال 2)                        | هاي سكول ميوزيكال 2             |
| 2007  | "أنا لا أرقص" (مع لوكاس غرابيل)                                 | هاي سكول ميوزيكال 2             |
| 2007  | "ما هو الوقت؟" (مع ممثلين هاي سكول ميوزيكال 2)                  | هاي سكول ميوزيكال 2             |
| 2007  | "العمل من ذلك" (مع ممثلين هاي سكول ميوزيكال 2)                  | هاي سكول ميوزيكال 2             |
| 2008  | "تشغيله مرة أخرى"                                               | مربيات راديو ديزني، المجلد 10   |
| 2008  | "ليلة لا تنسى" (مع ممثلين هاي سكول ميوزيكال 3: سينيور يير)      | هاي سكول ميوزيكال 3: سينيور يير |
| 2008  | "هل عودة للبنين" (مع زاك إيفرون)                                | هاي سكول ميوزيكال 3: سينيور يير |
| 2008  | "هاي سكول ميوزيكال" (مع ممثلين هاي سكول ميوزيكال 3: سينيور يير) | هاي سكول ميوزيكال 3: سينيور يير |

## الأفراج عن الأغطية
| الأغنية  | الفنان الأصلي | الألبوم          | السنة |
| -------- | ------------- | ---------------- | ----- |
| "عالمين" | فيل كولنز     | البوم فيلم طرزان | 2000  |